# Pięciornik rozścielony
Pięciornik rozścielony (Potentilla anglica Laichard.) – gatunek rośliny z rodziny różowatych (Rosaceae). Rośnie dziko w Europie, a poza tym na różnych kontynentach jako gatunek introdukowany. W Polsce jest to gatunek lokalnie tylko rozpowszechniony, poza tym rzadki lub bardzo rzadki. Rośnie w miejscach wilgotnych i cienistych.

## Zasięg geograficzny
Zwarty zasięg gatunku obejmuje część Europy Środkowej i Zachodniej od Irlandii, poprzez Wielką Brytanię, północną Francję, Niemcy po Skanię i Polskę. Na rozproszonych stanowiskach rośnie wzdłuż wybrzeży Bałtyku po południowo-zachodnią Finlandię, w Europie Wschodniej, w Karpatach i Azji Mniejszej i w południowej Francji. Rósł także w Hiszpanii, ale tam już wyginął. Wątpliwy ma status we Włoszech, bywa podawany także z Syberii. Jako gatunek introdukowany rośnie na Maderze, Azorach, we wschodniej i zachodniej części Ameryki Północnej, w Chile i na Nowej Zelandii.
W Polsce rośnie głównie na północy i południowym zachodzie oraz w Górach Świętokrzyskich, na pozostałym obszarze jest bardzo rzadki lub dane o występowaniu są niepewne.

## Morfologia

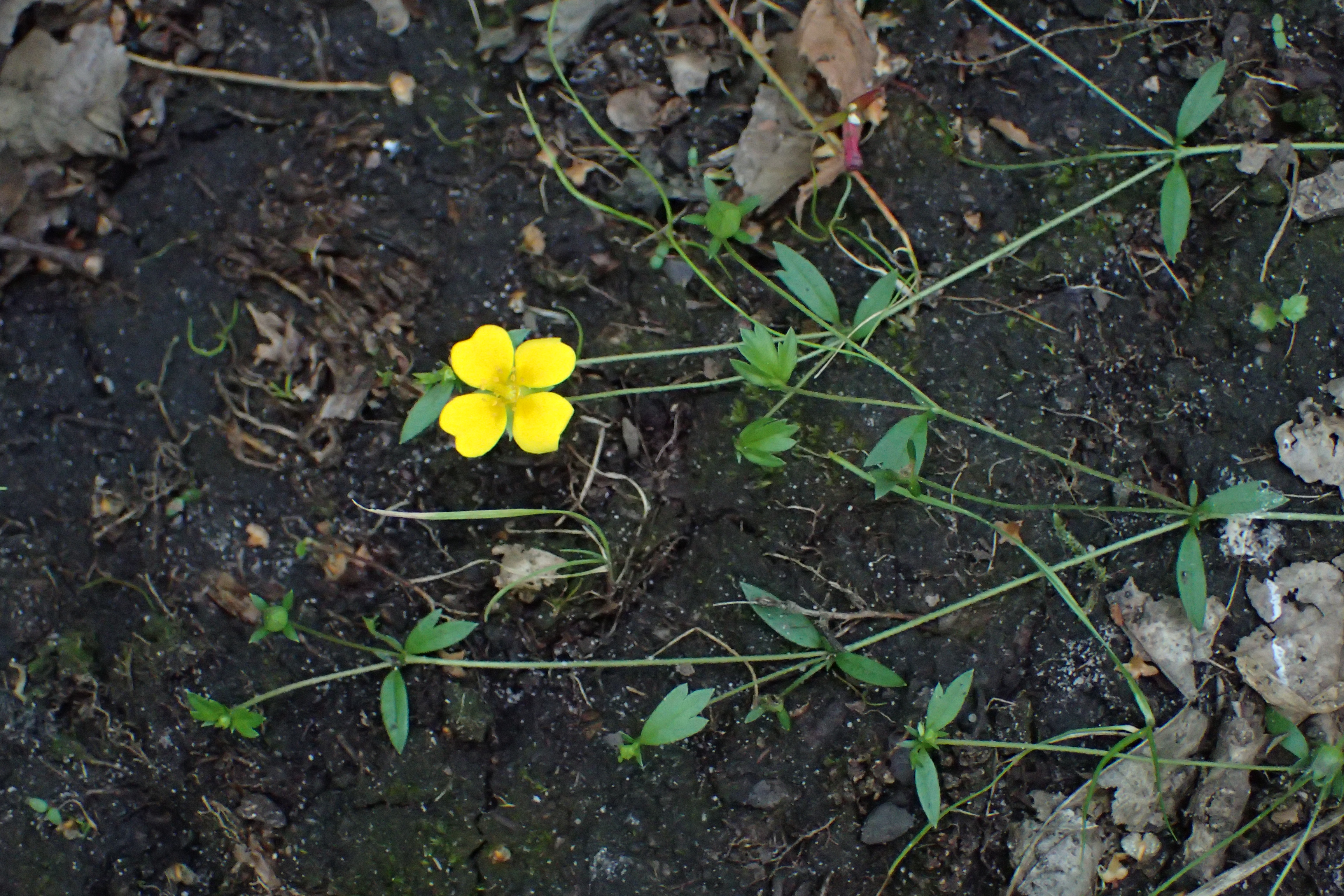
Końce pędów z całobrzegimi liśćmi

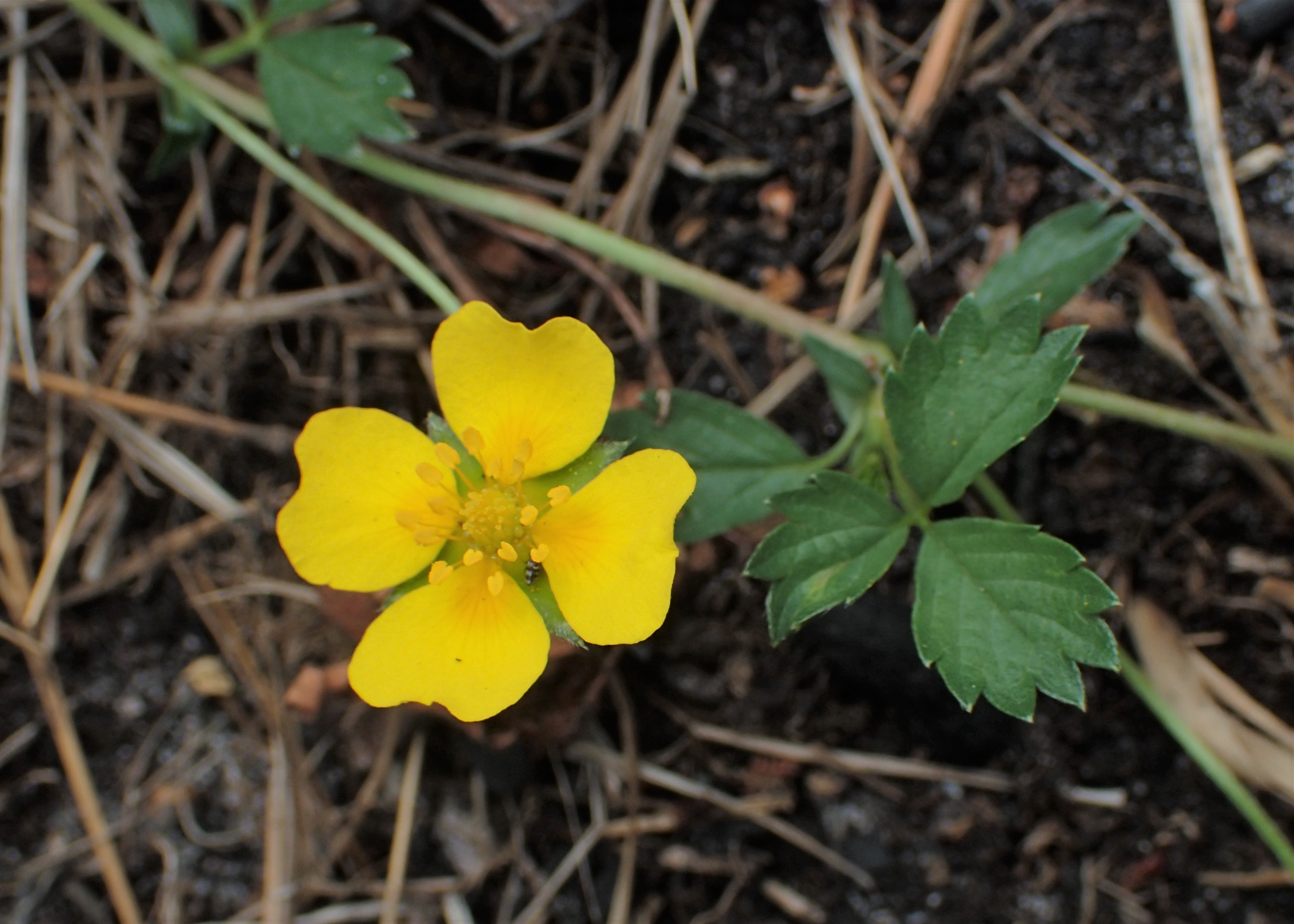
Kwiat

PokrójRoślina zielna z pionowym kłączem mniej lub bardziej zgrubiałym, z którego wyrastają liczne, wiotkie pędy płożące, silnie rozgałęziające się i korzeniące w węzłach, osiągające ponad 70 cm długości. Pędy są nagie lub słabo owłosione.
LiścieCiemnozielone, nagie, spodem tylko na nerwach owłosione. Liście odziomkowe, wyrastające z kłącza, są długoogonkowe, dłoniaste, zazwyczaj 5-, czasem 4- i 3-listkowe. Liście te są trwałe i zachowują się do jesieni. Wzdłuż pędów płożących wyrastają liście podobne, przy czym im dalej tym blaszka jest bardziej zredukowana do 3, w końcu do pojedynczych, drobnych listków. Dolne i odziomkowe liście mają listki podłużnie jajowate, u nasady klinowate i tu całobrzegie, a na szczycie wcinano ząbkowane z ząbkami ostrymi, lancetowatymi. Wyższe listki coraz węższe, z mniejszą liczbą ząbków na szczycie, w końcu lancetowate i całobrzegie. Przylistki drobne, od całobrzegich po wcinane. Liście łodygowe osadzone są na ogonkach 1–2 cm długości.
KwiatyStosunkowo duże – zwykle od 14 do 18 mm średnicy, wyrastają na długich i cienkich szypułkach. Wsparte są czterodziałkowym kieliszkiem i czterodziałkowym kielichem. Płatki korony zwykle w liczbie 4, rzadko 5, złocistożółte. Słupków jest od 20 do 50.
OwoceDrobne, jajowate i pomarszczone niełupki.
Gatunki podobnePięciornik rozłogowy P. reptans ma zawsze kwiaty z 5 płatkami i 5 działkami, a pędy płożące pojedyncze, nierozgałęzione. Pięciornik kurze ziele P. erecta ma pędy wznoszące się lub rozścielone, ale nigdy nie korzeniące się. Liście z reguły tylko trójlistkowe (odziomkowe szybko zamierają), niemal siedzące; poza tym kwiaty ma mniejsze (zwykle od 7 do 11 mm średnicy) i mniej słupków (zwykle 8 lub mniej, rzadko do 20).

## Biologia i ekologia
Bylina, hemikryptofit. Kwitnie od maja do października. Liczba chromosomów: 2n = 56.
Siedlisko: wilgotne i cieniste miejsca w zaroślach, lasach i na łąkach. W górach rośnie rzadko (w Polsce do ok. 1100 m n.p.m.).

## Systematyka
Wraz z podobnymi gatunkami – pięciornikiem rozłogowym i pięciornikiem kurze ziele – zaliczany jest do podsekcji Tormentillae Rydb. i sekcji Dynamidium Fourr. Z obydwoma tymi gatunkami tworzy zresztą mieszańce (mieszaniec z pięciornikiem rozłogowym oznaczany jest nazwą naukową P. ×mixta Nolte).
Uznawany jest za utrwalonego, płodnego mieszańca obu blisko spokrewnionych, ww. gatunków (stanowiących tym samym formy rodzicielskie), przy czym powstające (inne) mieszańce między pięciornikiem rozłogowym i kurze ziele są płonne.
Gatunek jest mało zmienny. Opisano formy:
- f. inciso-serrata Abromeit – listki głęboko wcinane,
- f. subsericea Th. Wolf – rośliny pokryte srebrzystymi, błyszczącymi włoskami